# プレグナントグッピー
プレグナント グッピー
重貨物機 Pregnant Guppy
- 用途：重貨物輸送機
- 分類：輸送機
- 製造者：エアロスペースラインズ（英語版）
- 運用者：アメリカ航空宇宙局（NASA）
- 初飛行：1962年9月19日
- 運用開始：1963年
- 運用状況：退役

プレグナントグッピー（身篭ったグッピーの意）は特大サイズの貨物を運ぶために作られた広胴型巨大貨物輸送機である。ボーイング377旅客機及びその原型であるC-97 ストラトフレイター輸送機から改造されたもので、アポロ計画のためのロケット部品を空輸するのに使われた。プレグナントグッピーはエアロスペースラインズが作った一連のグッピー型飛行機で最初に作られた機種である。また、そのデザインはA300-600STや747-400LCF型に影響を与えた。製造は1機のみ。

## 運用
本機はアポロ計画の初期においてサターンロケットの輸送に活躍したが、貨物室容積はともかく搭載できる最大重量は十分ではなく、NASAはこの機体だけではアポロ計画全体が遅延するとしてより最大搭載重量の大きな機体を求めた。そのため、機体を延長してエンジンをレシプロからターボプロップに換装した性能強化形が作られる事になり、それを受けてスーパーグッピーが開発された。スーパーグッピーの導入以後は補助的な輸送業務を担い、スーパーグッピーと共にアポロ計画を支えた。アポロ計画の終結後、NASAは航空輸送部門を縮小したため、それに伴って本機はAmerican Jet Industries（その後のガルフストリーム・エアロスペース)に売却された。1979年、ヴァン・ナイズ空港で解体された。

## 性能
全長
38.71 m
全幅
43.05 m
全高
11.66 m
翼面積
164.35 m2
空虚重量
91,000 lb (41.275 t)
全備重量
141,000 lb (63.945 t)
最大離陸重量
141,000 lb (63.945 t)
翼面荷重@全備重量状態
194 kg/m2
発動機
プラット&ホイットニー社 R-4360-59 ワスプメジャー（3,500馬力）4基
最大速度
515 km/h
乗員
3名